# 249e régiment d'infanterie

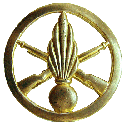
insigne de béret d'infanterie

Le 249e régiment d'infanterie (249e RI) est un régiment d'infanterie de l'Armée de terre française constitué en 1914 avec les bataillons de réserve du 49e régiment d'infanterie.
À la mobilisation, chaque régiment d'active crée en effet un régiment de réserve dont le numéro est le sien auquel on ajoute 200.

## Création et différentes dénominations
1914 : 249e régiment d'infanterie

## Historique des garnisons, combats et batailles du249eRI

### Première Guerre mondiale
Affectations :
- Casernement : Bayonne
- 18e Corps d'Armée août 1914

## Drapeau
Il porte, cousues en lettres d'or dans ses plis, les inscriptions suivantes :
- Craonne 1915
- Verdun 1916

## Personnalités ayant servi au249eRI
- Le colonel Yves Picot
- François Poeydebasque, joueur de l'équipe de France de rugby à XV, Sergent au 249e régiment d'infanterie, tué à l'ennemi le 21 avril 1914 à Craonnelle. Mort pour la France[2].
- Maurice Bouignol (1891-1918), poète. Son nom est inscrit au Panthéon parmi les 560 écrivains morts pour la France.

## Sources et bibliographie
- Historique du 249e régiment d'infanterie pendant la guerre 1914-1918